# スコットランドヤード

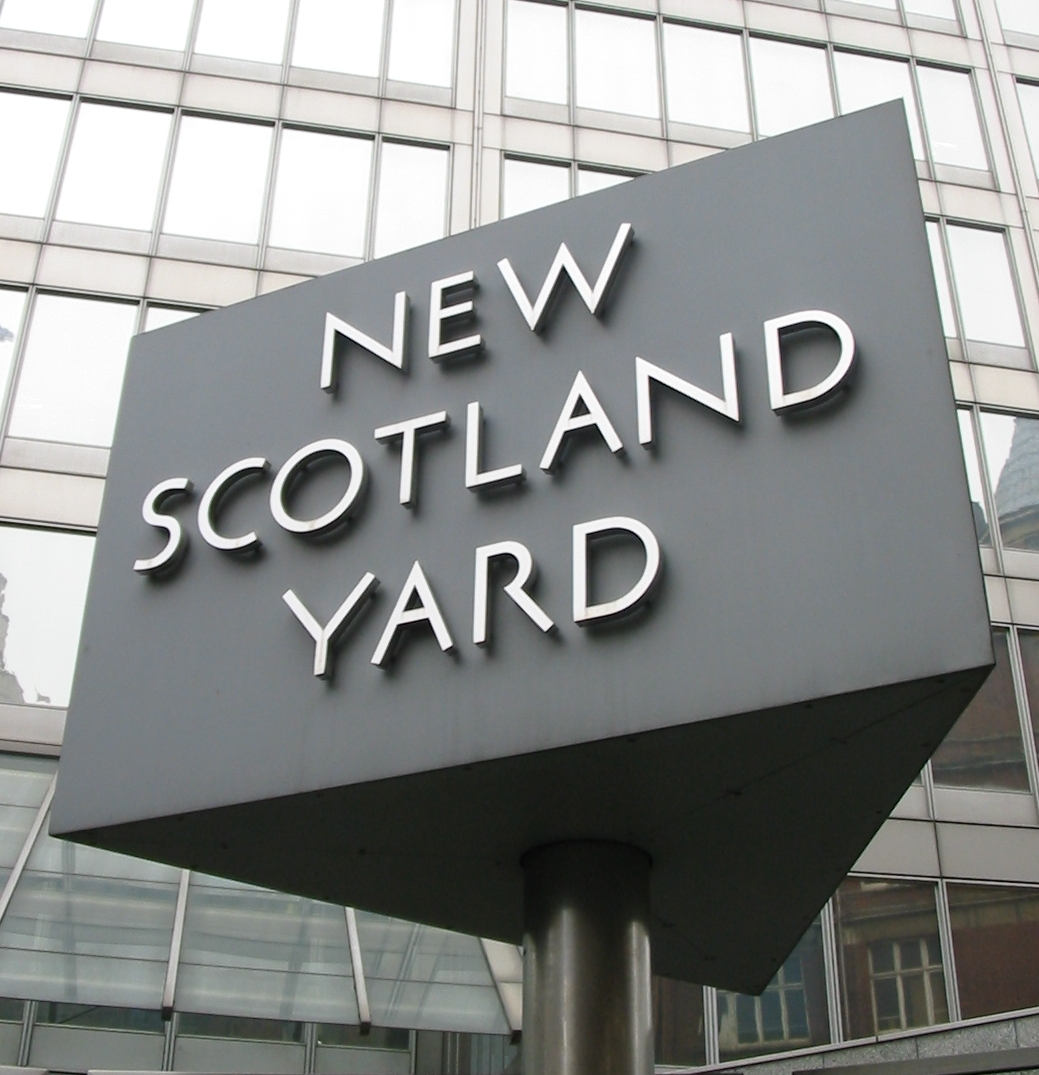
ロンドン・ヴィクトリア地区のニュー・スコットランドヤード旧庁舎前にあった回転式の看板。この看板は新庁舎に移転した。

スコットランドヤード（英: Scotland Yard）は、イギリスの首都ロンドンのほぼ全域を管轄する警察組織、ロンドン警視庁の本部を指す換喩（メトニム）である。公式には「ニュー・スコットランドヤード（New Scotland Yard）」という。略して単に「ザ・ヤード（The Yard）」とも呼ばれる。

## 名称の由来

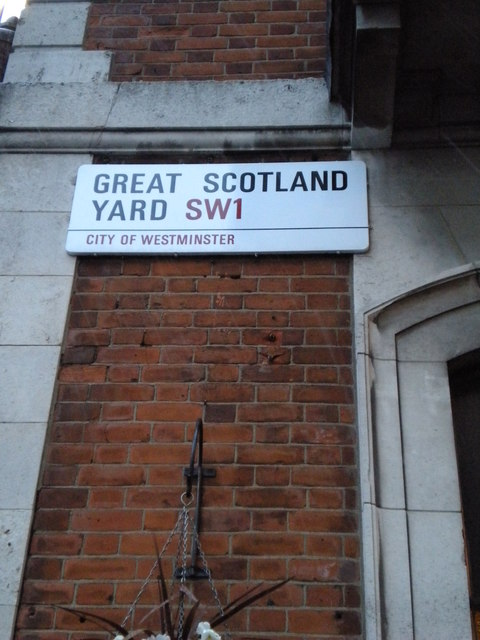
グレート・スコットランド・ヤードの街路表示

この名称は、ロンドン警視庁本部の初代庁舎がホワイトホール・プレイス4番地に所在していた頃、その裏口がグレート・スコットランドヤードという通りに面していたことに由来する。この裏口はロンドン警察への一般入口になり、時を経て、この通りの名はロンドン警視庁と同義となった。ニューヨーク・タイムズ紙は1964年に、ちょうどウォール街の名がニューヨークの金融街を表すようになったように、スコットランドヤードの名はロンドンの警察活動を指すようになった、と記している。また、経緯は異なるが、日本の警視庁を桜田門と呼ぶのに似ている。ロンドン警視庁は1890年にグレート・スコットランドヤードから、ヴィクトリア・エンバンクメント通りに面する場所に新たに竣工した2代目庁舎に引っ越し、新庁舎に対しては「ニュー・スコットランドヤード」の名称が採用された。1906年に隣に2つ目の建物が竣工し、さらに1940年に3つ目の建物が増築された。1967年にロンドン警視庁は、それまでの3棟から成る庁舎から、ヴィクトリア地区のブロードウェイに面して新たに建てられた3代目庁舎に本部を移転した。2013年夏、ロンドン警視庁はカーティス・グリーン・ビルディング（1890年から1967年まで使用された、先代のニュー・スコットランドヤードの3つ目の建物が所在した地）に移転を予定していること、及び本部がスコットランドヤードに改称されることを発表した。2016年11月、ロンドン警視庁は4代目となる新しい本部庁舎に移転し、引き続き「ニュー・スコットランドヤード」の名を背負うことになった。現在のスコットランドヤードが入る建物は、インド人の億万長者でルル・グループ・インターナショナルの社長であるユスフ・アリが所有している。

## 沿革

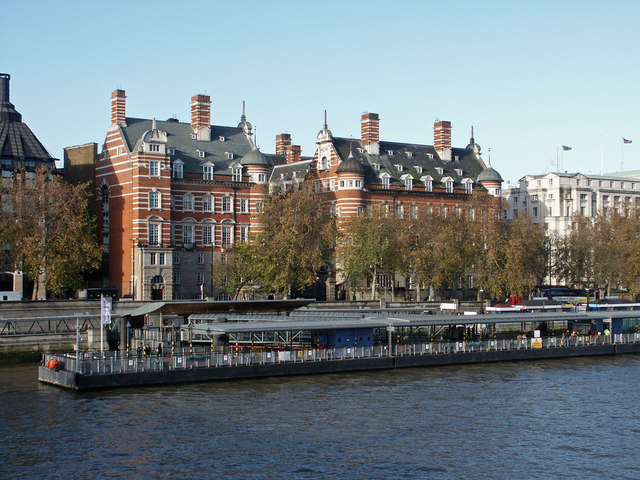
2代目庁舎。現在はノーマン・ショウ・ビルと呼ばれる。写真右端には、2016年11月に4代目庁舎になった、カーティス・グリーン・ビルが写る。

ロンドン警視庁 (Metropolitan Police Service) はグレーター・ロンドン域内の法執行を担っている。ただし、中心部のシティ・オブ・ロンドンについては、全く別の組織であるロンドン市警察 (City of London Police) が管轄している。加えて、ロンドン地下鉄とナショナル・レールの鉄道網はイギリス鉄道警察が担っている。ロンドン警視庁は、1829年に議会で制定された首都警察法に基づき、時の内務大臣ロバート・ピールにより創設された。ピールはフランソワ・ヴィドックの助けを借りて、ホワイトホール・プレイスをこの新しい警察の最初の根拠地に選定した。初代警視総監 (commissioner) となったチャールズ・ローワンとリチャード・メインの両名は、多くの警察官や警察職員と共にその建物を利用した。それ以前は民家が建っていたホワイトホール・プレイス4番地（北緯51度30分22秒 西経0度07分34秒 / 北緯51.50598度 西経0.12609度）の裏は、グレート・スコットランドヤードと呼ばれる通りに面していた。
1887年までに、ロンドン警視庁の本部はホワイトホール・プレイス4番地から、隣り合う住所のホワイトホール・プレイス3、5、21、22番地及びグレート・スコットランドヤード8、9番地まで拡張し、いくつかの馬小屋を抱えるまでになっていた。その後も組織の規模は拡大していき、ついには最初の根拠地に収まりきらなくなり、テムズ河畔のヴィクトリア・エンバンクメントに面する新本部庁舎（2代目）が現在の国防省本部庁舎所在地の南側に建てられた（北緯51度30分08秒 西経0度07分29秒 / 北緯51.50222度 西経0.12463度）。そして、1890年にロンドン警視庁本部は新庁舎に移転し、ニュー・スコットランドヤードと名付けられた。この庁舎は1887年から建設を始めたもので、建築家のリチャード・ノーマン・ショウの設計によるクイーン・アン様式の赤レンガの建物である。この時までにロンドン警視庁の警察官の人員規模は創設当時の1,000人から約13,000人にまで増加しており、管理職員のさらなる増員とより大きな本部庁舎が必要とされた。そのため、新しい建物が増築されて1906年と1940年に竣工し、ニュー・スコットランドヤードは3棟から成る本部（北緯51度30分07秒 西経0度07分28秒 / 北緯51.50183度 西経0.12446度）となった。現在、そのうち最初の2棟は第一級指定建築物に登録されており、ノーマン・ショウ・ビル (The Norman Shaw Building) と呼ばれ、議員官舎として使用されている。ちなみに、この2代目庁舎は、シャーロック・ホームズやエルキュール・ポアロを含む、数々の探偵小説などにも登場するおなじみの建物である（ホームズ第1作『緋色の研究』は1881年の事件、切り裂きジャック事件は1888年で、これらは移転前の時期に当たる）。
現在もなお、ホワイトホール・プレイス4番地の初代庁舎は裏口がグレート・スコットランドヤードに面している。また、いくつかの騎馬警官隊のための馬小屋は今も、通りを挟んで初代庁舎と反対側のグレート・スコットランドヤード7番地に所在している。

### ブロードウェイ10番地への移転

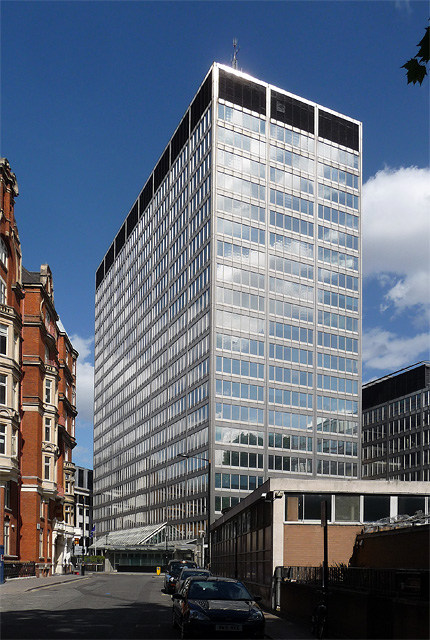
ヴィクトリア・ストリートにある3代目庁舎

1960年代になると、犯罪捜査に近代的な技術が要求されるようになり、また組織の人員規模も拡大したために、ヴィクトリア・エンバンクメントにある3棟の庁舎では手狭になってきていた。そこで、1967年にニュー・スコットランドヤードはブロードウェイに面して新たに建てられた高層オフィスビルに長期リースで取得した場所に本部を移転した。1967年から2016年まで、最初にニュー・スコットランドヤードと呼ばれた2代目庁舎の3つ目の建物（後にはカーティス・グリーン・ビルの名で知られる）は、部分的にロンドン警視庁の機動隊 (Territorial Support Group) の拠点として使用された。
ロンドン警視庁を監督する上級管理職チームは、セント・ジェームズ・パーク駅最寄りのブロードウェイ10番地のニュー・スコットランドヤードを拠点としている。また、犯罪捜査用データベースも拠点を同じくしており、イギリスの全国の警察が主要な犯罪捜査情報を照会できるように開発された Home Office Large Major Enquiry System と呼ばれるコンピュータシステムを利用している。このシステムは、架空の名探偵シャーロック・ホームズに因んだそのバクロニムから「ホームズ」 (HOLMES) と通称される。その訓練プログラムは、ホームズのよく知られた（だが原作小説には登場しない）名文句である「初歩的なことだよ、ワトソン君」 ("elementary, my dear Watson") に因んで、「初歩的な」を意味する Elementary と呼ばれる。管理機能はスコットランドヤードではなく中央通信指令部を拠点としている。
2000年代には、自動車爆撃への対抗策として地階の窓の正面にコンクリート製の柵を設置したり、建物への出入口周辺や通りから入口までの屋根付き通路をコンクリート製の壁で囲ったりするなど、ニュー・スコットランドヤード本部庁舎の外装に数々の警備対策が施された。外交員警護課 (Diplomatic Protection Group) の武装した警官が警備員と共に本部の周囲を巡回している。
2008年、首都警察管理委員会 (Metropolitan Police Authority) は庁舎の自由土地保有権を1.2億ポンドで購入した。

### エンバンクメントへの再移転

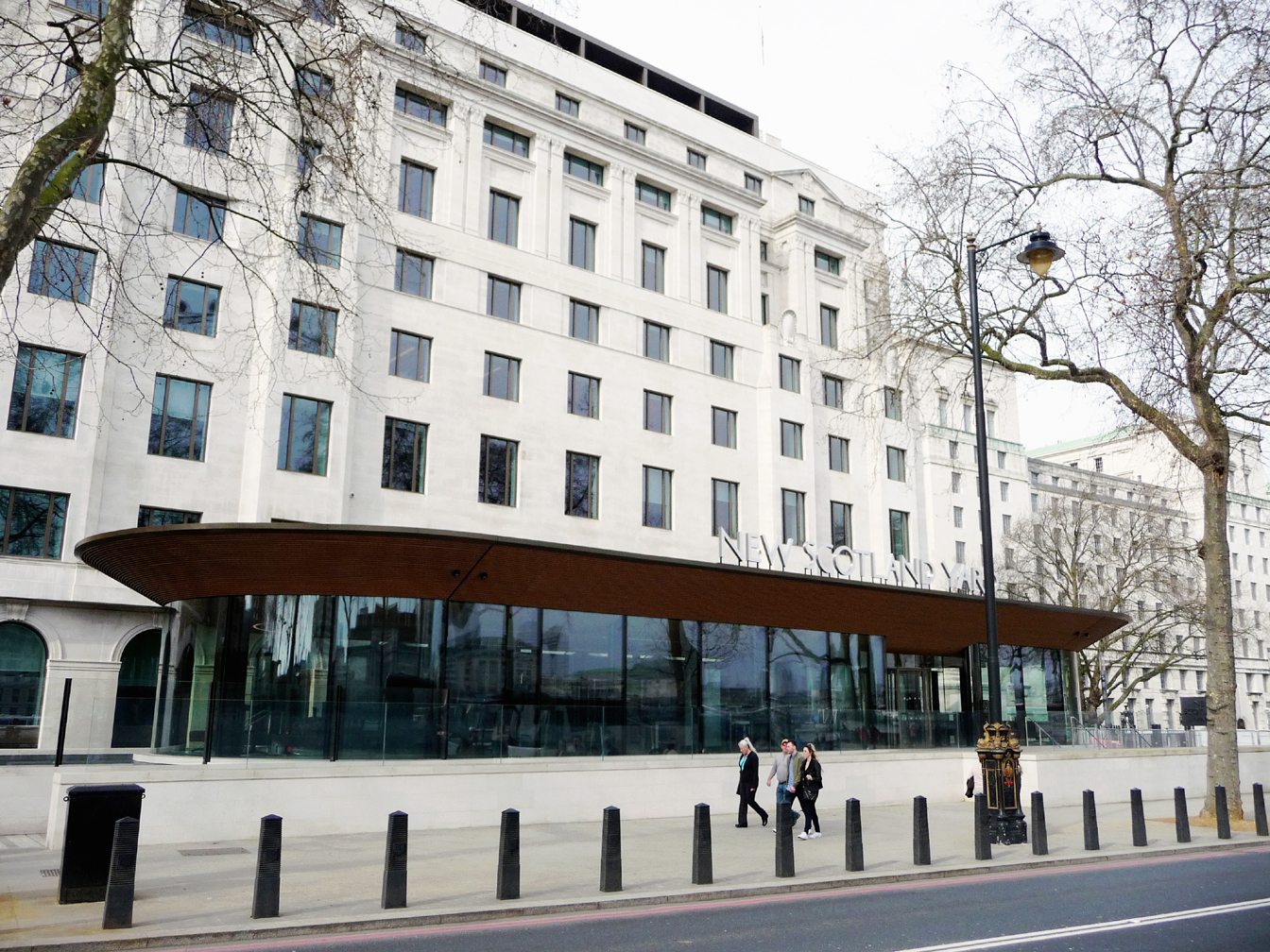
現在のニュー・スコットランドヤード（4代目庁舎）。以前のカーティス・グリーン・ビル。

2013年5月、ロンドン警視庁はそれまでのブロードウェイの3代目本部ビルを売却し、ヴィクトリア・エンバンクメント通り沿いにあるカーティス・グリーン・ビル（北緯51度30分10秒 西経0度07分28秒 / 北緯51.50280度 西経0.12435度）に移転することを発表した。2015年に本部を移転するのに先立って、ビルを再設計する建築家を募集し、コンペティションを実施することを発表した。このビルは元祖「ニュー・スコットランドヤード」である2代目庁舎（ノーマン・ショウ・ビル北棟）の隣にあり、同ビルには地域警ら部の本部が入居した。
2014年12月には、ブロードウェイ10番地の3代目庁舎ビルをアブダビ・フィナンシャル・グループに3.7億ポンドで売却した。
2015年12月にカーティス・グリーン・ビルの外装部に係る建設作業が完了した。2016年10月31日に、ビルの所有権がアブダビ・フィナンシャル・グループに移譲されるとともに、ロンドン警視庁の職員はニュー・スコットランドヤードを離れ、新庁舎へ移動した。新しいニュー・スコットランドヤードの庁舎は、2017年3月23日に女王エリザベス2世により正式に開庁することになっていたが、前日に発生したウェストミンスターでのテロ事件の影響で、当日になって開庁式の延期が発表された。

### 犯罪博物館
1874年に設立されたロンドン警視庁の犯罪博物館（旧称・俗称：黒博物館）では、ニュー・スコットランドヤードに保管されている、犯罪にゆかりのある品々の収集を見物することができる。

## ポピュラー文化
スコットランドヤードは多くの推理小説作品に登場する探偵や刑事、警察のシンボルとして、国際的に有名な存在となっている。アーサー・コナン・ドイルの有名な推理小説シャーロック・ホームズシリーズに登場するシャーロック・ホームズとよく協同したり、しばしば敵対したりする（例：レストレード警部）。また、ジュール・ヴェルヌの八十日間世界一周でも触れられている。
またアガサ・クリスティの代表作である、ベルギー人の私立探偵エルキュール・ポアロが活躍する推理小説にも、スコットランドヤードのジェームス・ハロルド・ジャップ主任警部がたびたび登場し、ポアロの友人アーサー・ヘイスティングズ大尉とともに難事件を解決している。
他にも多くの小説家が物語のヒーローやヒロインとして架空のスコットランドヤードの刑事を登場させている。ジョン・クリーシーによる初期の警察小説作品に登場するジョージ・ギデオン警視や、P・D・ジェイムズ作品のアダム・ダルグリッシュ警部、
マーサ・グライムズ作品のリチャード・ジュリー警視などは近年の著名な例である。さらに、やや実在しそうにない例としては、バロネス・オルツィ作品に登場する「スコットランドヤードのレディー・モーリー」として知られる女性探偵モーリー・ロバートソン=カークが挙げられる。
1930年代に「スコットランドヤード」「スコットランドヤード探偵物語」「スコットランドヤード国際探偵」等、様々な名で呼ばれたパルプ雑誌上では、そのタイトルにも拘らず、ロンドン警視庁との関わりよりも米国内で起きる凶悪犯罪を中心に描かれた。
レスリー・チャータリスは小説「聖者サイモン・テンプラー」シリーズの中で、スコットランドヤードのクロード・ユスタス・ティール警部補（のち警部）を登場させる。ティール警部はテレビドラマ版「セイント 天国野郎」においてアイヴァー・ディーンによって多彩かつ劇的な人物像として演じられたことでも有名になった。小説版ではやや同情的なキャラクターとして描かれているのに対し、1960年代に放送されたテレビシリーズではいかがわしい無能な刑事のキャラクターとなっている。
スコットランドヤードは1953年から1961年の間に製作されたイギリスB級映画シリーズのタイトルでもある。エドガー・ラストガーデンに紹介され、各話がノンフィクションの犯罪小説としてドラマ化されて復刻した。マートンパーク・スタジオで撮影され、ラッセル・ネイピアがダガン警部補役で多くの回に主演した。これに類似のテーマで、続編となるシリーズ『The Scales of Justice』が製作された。コメディーシリーズであるテレビドラマ版バットマンの中で、イギリスにやってきたバットマンは「アイルランド・ヤード」（明らかにスコットランドヤードのパロディー）の警官たちに出会っている。ブロードウェイミュージカル「ジキル&ハイド」の第二幕の冒頭、殺人者を捕える際に歌われる「事件、事件」の歌の中にもスコットランドヤードが登場する。
イアン・フレミングらによるジェームズ・ボンドの小説および短編小説シリーズでは、スコットランドヤードで働くロニー・ヴァランス警視監（架空の人物）のほか、彼の部下となるガーラ・ブランドも1955年の作品「ムーンレイカー」中に登場する。1964年のビートルズ主演の映画「ヘルプ！」でもスコットランドヤードの警視正がみられる。劇中でリンゴが保護を求めて、スコットランドヤードに助けられている。
『Fabian of the Yard』は刑事を引退したロバート・ファビアンの生涯をもとに、BBCが1954年から1956年の間に製作・放送したテレビドラマシリーズである。このシリーズは当時まだあまり認知されていなかった法科学に焦点が置かれている。ファビアンはいつも各話のエンディングにカメオ出演していた。
藤田和日郎の漫画『黒博物館』シリーズは、実在するスコットランドヤードの黒博物館がモデルになっている。